# North American XB-70 Valkyrie
North American Aviation XB-70 Valkyrie je bio prototipna inačica predloženog nadzvučnog bombardera B-70. Dizajniran u kasnim 1950-ima bio je opremljen sa šest motora i zadatak mu je bio proboj unutar neprijateljskog zračnog prostora pri velikoj brzini kako bi izbjegao neprijateljske presretače koji su tada bili jedino sredstvo u borbi protiv bombardera.

## Razvoj

### Pozadina
Iako su početkom šezdesetih godina 20. stoljeća interkontinentalni balistički projektili s nuklearnim bojnim glavama preuzeli glavninu zadaća odvraćanja, zapovjedništvo američkih strateških nuklearnih snaga ipak je htjelo i bombarder. I danas je upitno koliko im je bombarder zaista trebao, a koliko su htjeli demonstrirati američku tehnološku nadmoć nad Sovjetskim Savezom. Tu sumnju još više potvrđuje činjenica da su zatražili razvoj najnaprednijeg bombardera, koji je trebao letjeti tri puta brže od zvuka. Označili su ga kao Weapons System 110 (WS-110).

Nije raspisan klasični natječaj nego su 8. studenog 1955. zahtjevi za ponude poslani u Boeing i North American. Tvrtke su odgovorile s prijedlozima koji su imali maksimalne mase pri polijetanju veće od 450 tona, aerodinamičku konfiguracija za brzine veće od tri Macha, sposobnost kratkotrajnog leta brzinama većim od 3000 km/h, a bili su preveliki da bi ih se moglo smjestiti u hangare i skloništa predviđena za bombardere B-52. Zbog toga su oba prijedloga odbijena, te su inženjeri morali ponovno prionuti poslu. Američko ratno zrakoplovstvo je zahtijevalo bombarder koji će ne samo kratkotrajno letjeti više od tri Macha, već će tim brzinama moći krstariti. Ubrzo su projektanti otkrili da je to vrlo teška zadaća, prije svega osiguranje dovoljno pogonske snage da se održava takva brzina. Javili su se također problemi pregrijavanja trupa zbog velikih brzina.
Ratno zrakoplovstvo je zadalo uvjete koji su se morali poštovati da bi tvrtke uopće dobile ugovor za izradu prototipova. Prvi je bio krstareća brzina od najmanje 3000 km/h uz operativni plafon leta od "samo" 21 000 metara. Korisna nosivost bila je 22 500 kg i dolet 12 000 kilometara. Masa i veličina bombardera morala je biti takva da se mogao rabiti s postojećih poletno-sletnih staza i spremati u hangare namijenjene bombarderima B-52, bez modifikacija i povećanja. Povrh toga morao je biti dovoljno jednostavan za letenje da su njime mogli upravljati "obični" piloti bombardera.
 Prvobitni Boeingovi prijedlozi bili su na tragu tih zahtjeva, te su predlagala uporabu delta krila, koja su osiguravala mogućnost postizanja brzina iznad tri Macha. Osim toga delta krila su nudila i dovoljno prostora da se ispod svakog ovjese po tri velike gondole s mlaznim motorima. U tim početnim fazama razvoja činilo se da su projektanti North Americana otišli u slijepu ulicu. Počeli su sumanuto proučavati sva dostupna aerodinamička rješenja koja su nudila mogućnost letenja brzinama većim od 3000 km/h. Tako su naletjeli na već zaboravljen istraživački projekt agencije NACA (danas NASA) o kompresijskom uzgonu. On je nudio neka objašnjenja kako projektirati veliki avion koji će moći postizati tako velike brzine uz znatno smanjenje otpora zraka. Zanimljiva je bila mogućnost povećanja uzgona krila bez njihova povećanja.

### Početak
Temeljeći svoj projekt na kompresijskom uzgonu, projektanti North Americana napravili su prijedlog za novi nadzvučni bombarder XB-70. Jedno od bezbroj naprednih rješenja bilo je krilo, koje se tijekom leta na zadnjoj trećini prelamalo prema dolje. Pri brzinama od 550 km/h do 1,4 Macha, krilo bi se spustilo za 250. Pri brzinama većim od 1,4 Macha pa do maksimalne brzine veće od tri Macha, krilo bi se spustilo za čak 650. Sa svojih više od šest metara dužine, ti će vrhovi krila postati najveći pokretni dijelovi na nekom avionu svih vremena. Prelamanjem krila prema dolje postignuta je veća stabilnost tijekom leta, zbog čega su mogli smanjiti okomite stabilizatore na repu (a time i njihov otpor). Osim toga kompenziran je i pomak težišta aviona tijekom povećanja brzine, zbog čega je smanjena potreba za trimanjem (opet smanjenje otpora). Povrh toga povećavala se kompresija zraka ispod krila, tako da se njihov uzgon povećavao za čak 300. Smještaj golemih motora, podvozja i oružja riješen je postavljanjem velike gondole s donje strane trupa, od sredine prema kraju. Tako je u trupu ostalo dovoljno prostora za velike spremnike za gorivo. 
Kako bi se povećala stabilnost pri malim brzinama i na malim visinama, na prednji dio trupa postavljeni su veliki kanardi. Nisu bili pokretni već su na izlaznom rubu imali zakrilca (flapsove). Zadaća zakrilaca bila je da spuštanjem povećaju uzgon kanarda i tako pomognu, tijekom polijetanja i slijetanja, držati nos aviona na velikom napadnom kutu bez smanjenja uzgona na krilima.

Za pogon je odabrana skupina od šest motora General Electric YJ93-GE-3, pojedinačnog potiska 133 kN. To je trebalo biti dovoljno da avion mase oko 240 tona potjera do maksimalne brzine od 3309 km/h.

### Prenamjena
Baš kad se program razvoja XB-70 počeo zahuktavati, 1. svibnja 1961. sovjetska protuzračna obrana je na američki špijunski avion U-2 ispalila salvu od 14 protuzračnih vođenih projektila S-75 Dvina (SA-2 Guideline) i uspjela ga oboriti. Iako je U-2 bio spor i velik, te mu je jedina obrana bila letenje na visinama većim od 20 000 metara, šok je bio toliki da se odrazio i na projekt razvoja XB-70. Naime, program je bio na samom početku, a izvještaji iz Sovjetskog Saveza su govorili da je Dvina samo jedan od mnogih raketnih protuzračnih sustava velikog dometa koji su ili već ušli u operativnu uporabu ili bili pri kraju razvoja. Jedan od njih bio je S-200 Volga (SA-5 Gammon), koji je u operativnu uporabu ušao već 1963. godine. Prve inačice imale su domet od 150 km i mogućnost obaranja ciljeva na visinama iznad 20 km. Osim toga Sovjeti su istodobno s početkom razvoja XB-70 započeli s razvojem MiG-a 25, presretača sposobnog za letove iznad tri Macha. S četiri projektila zrak-zrak mogao je dosegnuti operativni vrhunac leta od 20 700 m, što je bilo dovoljno za presretanje XB-70. Zbog toga je zaključeno da je budućnost XB-70 neizvjesna, te da bi daljnji razvoj bio preskup uz nesigurne rezultate.
Kako bi se kompenzirali North Americanovi troškovi, odlučeno je da se dovrše tri prototipa, te dodijele NASA-i za testiranje letova pri velikim brzinama. Radi smanjenja troškova izvršene su neke izmjene. Uklonjena su mjesta navigatora i časnika za oružje, tako da su ostali samo pilot i kopilot. Skupi sustavi za navigaciju i otkrivanje ciljeva na zemlji zamijenjeni su znatno jednostavnijim i jeftinijim sustavima za navigaciju. Jedino je zadržan navigacijski sustav TACAN (tactical air navigation), koji se pokazao vrlo korisnim. Tako je pri jednom letu TACAN zakazao pa je XB-70 zalutao stotine milja izvan predviđene rute leta. Na sreću, jedina posljedica je bila zagušljiva buka tijekom preleta iznad Las Vegasa. Tri su prototipa dovršena s manjim razlikama, ponajviše glede aerodinamičkih rješenja, koja su dijelom dobivena tijekom ispitivanja u zračnim tunelima, a dijelom tijekom letnih testiranja.
Za letove pri tako velikim brzinama, konstruktori su trebali najnaprednije materijale. Zato je XB-70 bio prepun skupih titanija i kompozita. Već su početni izračuni pokazali da bi bio preskup za serijsku proizvodnju. Zbog toga su stručnjaci u North Americanu odlučili da titanij uporabe samo na najkritičnijim dijelovima aviona (tamo gdje se najviše zagrijavao), dok su drugdje uporabili nehrđajući čelik debljine samo 0,00508 cm kako bi do maksimuma smanjili masu. Stoga ne začuđuje da je jedan pogonski inženjer, nakon što je vidio planove za gradnju, ustvrdio kako to više nije metal već folija. Usprkos tim naporima, u cijeloj konstrukciji XB-70 ostalo je čak devet posto titanija.

## Letna testiranja
Prvi prototip 20001 (poznat kao Air Vehicle/1 (AV/1) ili Ship 1) izvučen je iz hangara pogona u Palmdaleu (Kalifornija) 11. svibnja 1964. Samo dva mjeseca prije, daljnje smanjenje programa zaustavilo je gradnju trećeg prototipa AV/3, čije je sastavljanje već bilo počelo. Za prvi let odabrani su tvornički testni piloti Al White i Van Shepard. Američko ratno zrakoplovstvo odabralo je pukovnika Joea Cottona i bojnika Fitza Fultona.

Za prvi let, kojim je AV/1 trebalo prebaciti iz Palmdalea u zrakoplovnu bazu Edwards i tamošnji Flight Test Center, odabrani su Al White i pukovnik Joe Cotton. Plan je predviđao da piloti ostave spušteno podvozje i održavaju brzinu od oko 500 km/h. Iznad baze Edwards piloti su pokušali uvući podvozje ali se desna noga zaglavila na pola procesa. Piloti su zbog toga odmah spustili podvozje, kako bi osigurali mogućnost slijetanja. Nakon toga pokvario se treći motor, te je isključen, ali to nije bitno poremetilo stabilnost aviona. Potom je uslijedio najteži dio leta, slijetanje. Iako je staza u Edwardsu dugačka 4500 m, sletjeti s tako dugačkim avionom, kojemu je podvozje bio čak 33 metra iza kabine, nipošto nije bila laka zadaća. Zbog toga su piloti imali pomoć pratećih aviona koji su im javljali o visini podvozja iznad piste. Kad su preletjeli samo 600 metara piste, glavne noge podvozja su je dotaknule. Gotovo istog trenutka zapalile su se kočnice na desnoj nozi. Usprkos tome avion se zaustavio nakon samo 3240 metara.
Nadzvučna brzina leta ostvarena je 12. listopada 1964. Tijekom povratnog leta u pogon u Palmadaleu, pukovnik Joe Cotton je prvi put spustio vrhove krila za 250 i uspio postići maksimalnu brzinu od 1,4 Macha, koju je održavao idućih 40 minuta. Tako je AV/1 postavio novi svjetski rekord u dužini nadzvučnog leta. Neugodna spoznaja bila je da je za to vrijeme potrošeno daleko više goriva nego što su proračuni predviđali. Nakon nekih modifikacija, AV/1 je ponovno poletio 16. veljače 1965., kako bi se vratio u Edwards. Let je iskorišten da se prvi put vrhovi krila spuste na maksimalnih 650. Avion je potom ubrzao na 1,6 Macha i održavao tu brzinu idućih 40 minuta. Tijekom slijetanja nije se aktivirao kočeći padobran pa se AV/1 zaustavio tek nakon 3330 metara. Na sedmom letu, 4. ožujka 1965., dostignuta je maksimalna brzina od 1,85 Macha i održavana je čak 60 minuta. Na svakom idućem letu brzina se postupno povećavala. Tako je bilo sve do dvanaestog leta, 7. svibnja 1965., kad je AV/1 dostigao brzinu od 2,58 Macha. Odjednom su se ugasili treći, četvrti, peti i šesti motor. Kako bi se osigurao minimalni potisak za slijetanje, peti je motor ponovno pokrenut, uz opasnost od samozapaljenja i eksplozije.
 Istraga je utvrdila da je tijekom leta u usisnike motora uletio dio krila, iako su projektanti tvrdili da je to teoretski nemoguće. Praksa je pokazala drukčije. Ova je nezgoda na neko vrijeme udaljila AV/1 iz letnog programa.
AV/2 (20207) prvi je put poletio 17. srpnja 1965. Već na prvom letu vrhovi krila su spušteni za 650 te je dostignuta brzina od 1,4 Macha. AV/2 je sretno sletio u Edwards. Dobio je novi hidraulični sustav i nove spremnike za gorivo, dva problema koji su stalno mučili AV/1.
Valkyrie je bio projektiran za let brzinama većim od tri Macha i sve brzine manje od te magične granice smatrale su se neuspjehom. Zbog toga je odlučeno da se 14. listopada 1965. obavi i taj najvažniji let (17. po redu). Usprkos dolasku AV/2, odabran je AV/1. Izvori navode da su avionom upravljali Al White i pukovnik Joe Cotton. U svakom slučaju, tijekom postizanja tri Macha AV/1 se počeo nekontrolirano propinjati. I nakon korekcije pilota nos se tek malo spustio. Usprkos tome prijeđena je granica od tri Macha. Tri minute sve je bilo u redu, a onda su piloti začuli prasak. Iako se nisu upalile lampice za upozorenje, piloti su ipak usporili. Nakon toga, s aviona koji je pratio let javljeno im je da im nedostaje oko pola metra napadnog ruba lijevog krila. Na njihovu sreću, oštećeno krilo je bilo predaleko da bi dijelovi uletjeli u motore. Nakon toga je odlučeno da se maksimalna brzina AV/1 ograniči na 2,5 Macha, a da se za daljnje brzinske rekorde rabi AV/2.
Iako se od AV/2 očekivalo da bude znatno pouzdaniji od AV/1, to se ipak nije potpuno ostvarilo. I dalje su postojali problemi s kočnicama na kotačima, koji su, ako ne onemogućavali, a onda uvelike otežavali vožnju po tlu. Još opasniji bili su problemi sa stabilnošću u zraku, posebno tijekom nadzvučnog leta. Jedan od većih problema bio je nekontrolirano širenje udarnog vala tijekom probijanja zvučnog zida. Naime, zbog dugačkog tijela i kanarda, prednji dio bi počeo probijati zvučni zid prije ostatka aviona. Kod manjih, ili bolje rečeno kratkih aviona, taj problem nije toliko izražen. Međutim, kod Valkyrie se udarni val formirao dovoljno rano da bi utjecao na protok zraka prema usisnicima zraka i redovito dovodio do gašenja motora. Na sreću posada, ne i do njihova kvara. S druge strane, nepredvidivo gašenje motora dovelo bi do gubitka brzine, ali i do nekontrolirane rotacije oko osi i zaokretanja aviona. Tako je svaki početak nadzvučnog leta bila mala pustolovina koja je pilotima "otežavala život". Kako se američki projektanti nikad prije nisu susreli s tim problemom, zadavao im je velike muke. Iskustva stečena na Valkyrie poslije će se primijeniti na bombarderu B-1 Lancer.
Povrh svega, na AV/2 su se pojavili i problemi s prevelikom temperaturom oplate tijekom dugotrajnog leta na velikim brzinama. Kako su mlazni motori postajali sve jači, zagrijavanje oplate aviona postajao je sve veći problem. Do 2,5 Macha zagrijavanje je još uvijek prihvatljivo, ali nakon toga postaje opasno za integritet konstrukcije.
 
Valkyrie je bio optimiziran za letove na vrlo velikim brzinama. Tako je temperatura nosa i kanarda tijekom leta od tri Macha bila 625 stupnjeva, a temperatura ostatka oplate nije prelazila 450 stupnjeva. Međutim, i tako "niska" temperatura mogla je biti opasna za integritet trupa. Zbog toga je primijenjen sustav hlađenja gorivom. Naime, gorivo je prije ulaska u motore prolazilo kroz trup i upijalo temperaturu te ga tako hladilo. Osim što je hladilo trup, ugrijano gorivo je i davalo veću snagu motorima.
Tijekom 15. leta 11. prosinca 1965. AV/2 je održavao brzinu krstarenja od 2,5 Macha čak 41 minutu, od čega je 20 minuta letio brzinom od 2,8 Macha. Deset dana poslije, dvadeset minuta je letio 2,8 Macha, te još sedam minuta brzinom od 2,9 Macha, prije nego što je zakazala uljna crpka, što je dovelo do gašenja četvrtog motora.
Piloti su odmah preveli avion u podzvučni let i započeli povratak u Edwards. I prije nego što su uspjeli sletjeti zakazao je šesti motor. Nakon slijetanja utvrđeno je da je, usprkos ranom gašenju, četvrti motor neupotrebljiv. Naime, iako se motor automatski ugasio, ulazna struja zraka i dalje ga je nastavila vrtjeti na vrlo velikom broju okretaja, što je u kombinaciji s nedostatkom ulja za podmazivanje dovelo do njegova uništenja. Nakon tog kvara ostalo je upotrebljivih samo 29 motora General Electric YJ93-GE-3, od čega je 12 već bilo ugrađeno u AV/1 i AV/2.

Usprkos svim poteškoćama, AV/2 je dostigao brzinu od 3 Macha na svom 17. letu. No, tom je brzinom letio samo tri minute i odmah je vraćen na zemlju radi temeljitog pregleda. Kako nisu utvrđeni nikakvi kvarovi ili deformacije na konstrukciji, letovi su nastavljeni. Tijekom 22. leta ostvaren je let od 15 minuta brzinom većom od 3 Macha.
Iako su se letna testiranja fokusirala na AV/2, i AV/1 je nastavio s letnim programom. Tijekom 37. leta počeo je naglo padati pritisak u primarnom i sekundarnom hidrauličkom sustavu. Kako su oni bili neophodni za izvlačenje podvozja, piloti (Van Shepard i Joe Cotton) odmah su ga pokušali izvući. Nosna i desna noga su izašle do kraja, ali se lijeva zaglavila na pola procesa. Usprkos tome piloti su uspjeli spustiti avion na isušeno jezero. Kako je Valkyrie i bez dodatnih problema imao poteškoća s kočenjem, ovaj se put zaustavio nakon 4,8 kilometra.
I AV/2 je imao problema s podvozjem. Let planiran za 30. travnja 1966. trebao je biti jedan u nizu povijesnih. Naime, tog je dana AV/2 trebao letjeti brzinom većom od tri Macha duže od pola sata. Međutim, već tijekom polijetanja zaglavila se nosna noga. Ne samo da od nekog dostizanja novih rekorda nije bilo ni govora, već je postojala opasnost od gubitka aviona. Nakon dva sata trošenja goriva, inženjeri su zaključili da je možebitni kvar problem u kratkom spoju u razvodnoj kutiji ispod kabine. Pilot Joe Cotton uspio je otvoriti kutiju, iako u avionu nije bilo nikakvog alata, i pronaći kratki spoj. Na svu sreću, u jednom notesu pronašao je spajalicu za papir, koju je iskoristio za premošćivanje kratkog spoja.

Nakon temeljnog pregleda i popravka nosne noge, AV/2 je na svom 39. letu (19. svibnja 1966.) uspio ostvariti kontinuirani let brzinom od tri Macha od čak 33 minute.

## Gubitak AV/2
Let planiran za 8. lipnja 1966. trebao je za posadu AV/2 biti tek lakši posao. Naime, tog je dana trebalo obaviti promidžbeno snimanje za tvrtku General Electric. Uz Valkyrie, na nebu se našla formacija od jednog F-4 Phantoma II, F-5 Freedom Fightera, T-38 Talona i F-104 Starfightera, svi redom opremljeni motorima General Electrica. Kako bi fotografi mogli snimiti zajedničku fotografiju, avioni su letjeli u zbijenoj formaciji. Snimanje je završeno u 9 sati i 26 minuta. Jedino je preostalo da avioni izađu iz formacije i zasebno krenu prema Edwardsu. Starfighter, kojim je upravljao NASA-in šef probnih pilota Joe Walker, našao se iznad AV/2 i tu ga je zahvatila zračna struja znatno većeg aviona. I inače nestabilan za letenje, Starfighter se izmaknuo kontroli te udario u lijevi okomiti stabilizator AV/2 i stražnji dio lijevog krila. Lovac je istog trenutka eksplodirao, a teško oštećeni AV/2 još je 16 sekundi nastavio pravocrtni let. Nakon toga počeo se polako zaokretati oko uzdužne osi. Pokušaj pilota Carla Crossa i Ala Whitea (kojem je to bio prvi let na Valkyrieu) da stabiliziraju avion doveo je do nekontroliranog zaokretanja i gubitka brzine. Al White se uspio katapultirati, a Carl Cross je pao s avionom pet milja sjeverno od gradića Barstow u Kaliforniji.
Nakon gubitka AV/2, AV/1 je prošao kroz opsežan proces poboljšanja, te je nastavio letjeti za potrebe NASA-e. Zadnji, 89. let obavljen je 4. veljače 1969., kad je AV/1 preletio u zrakoplovnu bazu Wright-Patterson u Daytonu (Ohio) kako bi ga smjestili u tamošnji zrakoplovni muzej.

## Tehničke karakteristike (XB-70A)
Osnovne karakteristike
- posada: 2
- dužina: 56,6 m
- raspon krila: 32 m
- površina krila: 585 m2
- visina: 9,4 m

Letne karakteristike
- najveća brzina: Mach 3,1 (3.309 km/h)
- ekonomska brzina: Mach 3,0 (3.219 km/h)
  - borbeni dolet: 6.900 km
- specifično opterećenje krila: 414.7 kg/m2
- motor: 6 x General Electric YJ93-GE-3 turbomlazna motora s naknadnim izgaranjem

## Poveznice
|  | Zajednički poslužitelj ima stranicu o temi XB-70 Valkyrie    |
|  | Zajednički poslužitelj ima još gradiva o temi XB-70 Valkyrie |